# Otoya Yamaguchi
Otoya Yamaguchi (山口 二矢, Yamaguchi Otoya, 22 februarie 1943 - 2 noiembrie 1960) a fost un naționalist japonez cunoscut pentru asasinarea lui Inejiro Asanuma, liderul Partidului Socialist Japonez. Yamaguchi a fost membru al grupului de extremă-dreapta Uyoku dantai și l-a asasinat pe Asanuma cu o Yoroi-dōshi pe 12 octombrie 1960 în Sala Hibiya din Tokio în timpul unei dezbateri politice de dinaintea alegerilor parlamentare.

## Moartea
La mai puțin de trei săptămâni după asasinare, în timp ce era închis într-un centru de detenție pentru minori, Yamaguchi a amestecat o cantitate mică de pastă de dinți cu apă și a scris pe peretele celulei „Șapte vieți pentru patria mea. Trăiască Majestatea Sa Imperială Împăratul!”. După aceea, acesta și-a făcut o funie din lenjeria patului și s-a spânzurat. Propoziția „șapte vieți pentru țara mea” făcea trimitere la ultimele cuvinte ale samuraiului Kusunoki Masashige.
Grupurile de extremă-dreapta îl consideră pe Yamaguchi un martir. Părinții săi au primit din partea acestora un kimono, o curea și un palton. Cenușa sa a fost depusă în cimitirul Aoyama.

## Moștenirea
O fotografie realizată de Yasushi Nagao la scurtă vreme după ce Yamaguchi și-a scos sabia din Asanuma a căștigat Premiul Pulitzer în 1961 și premiul World Press Photo în 1960. De asemenea, există și o filmare a evenimentului.
Lucrările 17 și The Death of a Political Youth ale lui Kenzaburō Ōe, laureat al Premiului Nobel, au fost inspirate de Yamaguchi.
În octombrie 2010, grupurile de extremă-dreapta au celebrat 50 de ani de la asasinare în Parcul Hibiya.
Pe 12 octombrie 2018, Gavin McInnes a reconstituit scena omuciderii ca parte a unui satire pentru membri Metropolitan Republican Club și Prod Boys în New York.